# Středoafrická republika na Letních olympijských hrách 2008
Středoafrická republika se zúčastnila na Letní olympiádě 2008 ve 3 sportech. Zastupovali ji 3 sportovci.

## Atletika
Béranger Bosse: 100 m Muži
Ve svém rozběhu zaběhl čas 10.51 a obsadil 6. místo - nepostupové.
Mireille Derebona: 800 m Ženy
Ze svého rozběhu byla diskvalifikována v důsledku nedodržení pravidel.

## Box
Bruno Bongongo:  Těžká - Do 69 kg Muži
Ve svém souboji prohrál s Kameruncem Josephem Mulemou 2:17.